# Device Forts
Os Device Forts (tradução literal: Fortes de Defesa), também conhecidos como os "castelos henriquianos" ou "cadeia de defesa costeira de Henrique VIII", são uma série de fortalezas armadas construídas em Inglaterra por Henrique VIII. Depois do seu divórcio com Catarina de Aragão, a Inglaterra ficou politicamente isolada, e um tratado entre a França e Espanha em 1538, despertou os temores de uma invasão. Esta ameaça estimulou o início da primeira fase do maior programa de defesa desde o tempo dos saxões. Esta primeira fase foi conhecida como o programa de defesa de 1539, que foi seguido por um segundo programa, o programa de defesa de 1544, devido à ameaça francesa. As defesas costeiras de Henrique variam de baluartes de terra para pequenos fortins e torres de artilharia  em estilo italiano. Henrique tinha um interesse pessoal em relação às técnicas de engenharia militar da época e, ele próprio, aprovou e alterou os desenhos. Apesar de terem sido construídos para defender a Inglaterra durante o reinado de Henrique, muitos deles foram utilizados na Guerra Civil Inglesa e foram reforçados várias vezes durante as guerras napoleónicas, e na Primeira e Segunda Guerra Mundial. 

## Programa de Defesa de 1539
Na primeira fase do programa de Henrique, foram construídos 30 castelos ou fortalezas. Foi desenvolvida uma forma curvilínea na fortificação, que consistia em torres de artilharia cercadas por bastiões redondos para fornecer plataformas para a artilharia. Bons exemplos são o Castelo de Walmer e o Castelo de Deal, em Kent, o Castelo de Calshot e o Castelo de Hurst, em Hampshire e o Castelo de Saint Mawes, na Cornualha. Os Castelos dos Downs, constituídos pelos castelos de Deal, Sandown e de Walmer, que criaram uma linha defensiva para proteger os campos de pouso e boa ancoragem estratégica entre a Goodwin Sands e a costa (conhecida como os Downs). Eles estavam ligados por trabalhos de terraplenagem e baluartes de defesa para proporcionar uma futura defesa ao longo deste importante trecho de costa. 

## Programa de Defesa de 1544
Esta foi iniciada após a nova ameaça francesa na década de 1540 e concentrou-se na área vulnerável em torno do estuário de Solent e os portos de Portsmouth e Southampton. 
Este programa posterior das defesas costeiras refletiram-se sobre os novos desenvolvimentos em fortificações, especialmente na introdução de projetos italianos, utilizando recursos angulares. Os projetos anteriores em curvilínea nos castelos foram substituídos por quadrados, mantendo-se cercados por estruturas em forma de bastiões. Bons exemplos disso são o Castelo de Yarmouth e o Castelo de Southsea, construídos por volta de 1545.

## Desenho
Os primeiros fortes de artilharia são geralmente sob a forma de uma torre redonda central rodeada por uma variedade de elementos concêntricos. Curtos e atarracados, têm, normalmente, três níveis de armamento ofensivo de longa distância e um par de níveis de armamento defensivo. As baías são amplos para facilitar a pontaria das armas, paredes espessas e curvas para desviar os tiros, e as medievais grades, pontes levadiças e armadilhas s foram perpetuadas. 
Os fortes depois reflectiram os empreendimentos em fortificações, especialmente na introdução de projetos italianos, utilizando recursos angulares. Eles tinham uma praça continua cercada por baluartes angulares em forma de cabeça de seta.

## Lista dos Device Forts
A tabela abaixo mostra os principais castelos e fortes-chave.
| Nome                                | Local         | Data de construção |
| ----------------------------------- | ------------- | ------------------ |
| Castelo de Brownsea                 | Ilha de Wight | 1545-47            |
| Castelo de East Cowes               | Ilha de Wight | 1539-42            |
| Castelo de Sandown                  | Ilha de Wight | 1545               |
| Baluarte de Sharpenode              | Ilha de Wight | 1545-47            |
| Baluarte de St Helen                | Ilha de Wight | 1539-45            |
| Castelo de West Cowes               | Ilha de Wight | 1539-40            |
| Castelo de Worsleys                 | Ilha de Wight | 1522-25            |
| Castelo de Yarmouth                 | Ilha de Wight | 1545               |
| Castelo de Calshot                  | Hampshire     | 1539-40            |
| Castelo de Hurst                    | Hampshire     | 1541-44            |
| Castelo de Netley                   | Hampshire     | 1542-45            |
| Castelo de St Andrew                | Hampshire     | 1543-44            |
| Castelo de Southsea                 | Hampshire     | 1538-44            |
| Castelo de Sandsfoot                | Dorset        | 1541               |
| Castelo de Portland                 | Dorset        | 1539-40            |
| Castelo de Camber                   | Sussex        | 1513-43            |
| Castelo de Deal                     | Kent          | 1539               |
| Castelo de Sandgate                 | Kent          | 1539-40            |
| Castelo de Sandown                  | Kent          | 1539-40            |
| Castelo de Walmer                   | Kent          | 1539               |
| Fortaleza de Gravesend              | Kent          | 1539               |
| Fortaleza de Higham                 | Kent          | 1539               |
| Fortaleza de Milton                 | Kent          | 1539               |
| Fortaleza de East Tilbury           | Essex         | 1539-41            |
| Fortaleza de West Tilbury           | Essex         | 1539               |
| Castelo de Pendennis                | Cornualha     | 1540-45            |
| Fortaleza de Little Dennis          | Cornualha     | 1544-46            |
| Castelo de St Mawe                  | Cornualha     | 1540-43            |
| Torre de Artilharia de Devils Point | Devon         | 1537-39            |